# Salaverna
Salaverna es una localidad del norte del estado mexicano de Zacatecas y que forma parte del municipio de Mazapil. Actualmente se encuentra en proceso de desalojo (Completamente desalojado 27/03/2024) de sus habitantes para ser explotada en su territorio una mina de cobre propiedad de Grupo Frisco.

## Localización y demografía
La población de Salaverna se encuentra localizado en el extremo noroeste del estado de Zacatecas, muy cerca de sus límites con el de Coahuila, se encuentra en las coordenadas geográficas 24°37′56″N 101°29′13″O / 24.63222, -101.48694 y a una altitud de 2 683 metros sobre el nivel del mar.
Salaverna es una población del desierto zacatecano, rodeada de montañas en donde se explotan minerales por empresas mineras, se encuentra a unos 15 kilómetros al este de la cabecera municipal, Mazapil y a unos 10 kilómetros al oeste de la ciudad de Concepción del Oro, la principal de la región. Se comunica con ambas por una carretera asfaltada de carácter estatal; en Concepción del Oro se enlaza con la Carretera Federal 54 que comunica hacia el sur con la ciudad de Zacatecas y hacia el norte con la ciudad de Saltillo.
De acuerdo al Censo de Población y Vivienda realizado en 2010 por el Instituto Nacional de Estadística y Geografía la población ascendía a un total de 303 personas, de las que 161 son hombres y 142 son mujeres. A partir de 2016 la población ha sido trasladada a un nuevo asentamiento al ser adquiridos sus terrenos por la compañía minera Frisco, que explotará una mina de cobre en su territorio.